# Mérindol
Mérindol è un comune francese di 1 990 abitanti situato nel dipartimento della Vaucluse della regione della Provenza-Alpi-Costa Azzurra.

## Storia
Nel 1545 il cattolico Francesco I di Francia ordinò alle sue truppe di uccidere tutti i valdesi della Provenza: l'episodio più tristemente noto di questa offensiva è il massacro di Mérindol, in cui centinaia o forse migliaia di valdesi vennero assassinati e vari villaggi vicini rasi al suolo.

### Simboli
È un'arma parlante: roundola in provenzale significa "rondine" e mar, il "mare".

## Società

### Evoluzione demografica
Abitanti censiti